# After Action Review
Ein After Action Review (AAR) ist ein von der US-Armee entwickeltes Lerninstrument, das dem systematischen Erfahrungsaustausch innerhalb militärischer Einheiten dient. Es wird unmittelbar nach dem Einsatz in Form einer kurzen Teambesprechung durchgeführt.
Ziel des Reviews ist es, Fehler und Erfolgsfaktoren des Einsatzes für alle Mitglieder der Einheit sichtbar zu machen, Potenziale zu erkennen, Stärken auszubauen und Schwächen abzubauen.
Mittlerweile hat das AAR Einzug in die Personalentwicklung und die Arbeit in Projektteams gehalten.
Ein After Action Review verläuft in vier Schritten: Zunächst wird der ursprünglich geplante Sollzustand, also die Ziele des Einsatzes bzw. des Projekts ermittelt. Im zweiten Schritt wird das Geschehen chronologisch aufgearbeitet. Auf dieser Stufe beschreiben die Gruppenmitglieder nicht nur ihre Handlungen, sondern auch ihre Erwartungen und Gefühle, Schlüsselsituationen und aufgetretene Probleme. Im dritten Schritt erfolgt ein Soll-Ist-Vergleich. Die Ursachen für den Erfolg oder den Misserfolg des Einsatzes bzw. des Projekts werden ermittelt. Fehler und Erfolgsfaktoren werden angesprochen. Auf Grundlage dieser Analyse fasst die Gruppe im vierten und letzten Schritt ihre Erfahrungen in so genannten Lessons Learned zusammen. Die Lessons Learned sollen sowohl der Gruppe selbst als auch anderen Gruppen in vergleichbaren Situationen zugutekommen.